# نجالن يوك
نجالن يوك (بالإنجليزية: Negallenyook)‏ روح شريرة في أساطير استرالیا، ترسل الأمراض التي لا يستطيع الأطباء علاجها.